# Polypsocus corruptus
Polypsocus corruptus är en insektsart som först beskrevs av Hagen 1861.  Polypsocus corruptus ingår i släktet Polypsocus och familjen tjockkantsstövsländor. Inga underarter finns listade i Catalogue of Life.